# Danebu
Kongsgården Danebu eller bare Danebu er en turisthytte og feriecenter i Nord-Aurdal kommune i Valdres i Norge, der blev skænket dansk ungdom ved Dansk Idrætsforbund som tak for Danmarks hjælp til Norge under Anden Verdenskrig. Centeret ligger 985 meter over havets overflade.
Initiativtager til Danebus opførsel var Aftenpostens daværende redaktør P. Chr. Andersen, som fremsatte tanken om en pengeindsamling til dette formål lige efter krigen. Skiforeningen tog ideen videre ved sin formand Lauritz Schmidts initiativ, og startede en landsomfattende indsamlingsaktion på Danmarks grundlovsdag. Denne blev en stor succes med tusindvis af små og store bidrag. Allerede i august 1945 kunne Skiforeningen overrække gavebeviset på den såkaldte "Danskehytten" til Dansk Idrætsforbund. Det var arkitekt H. Astrup, som sammen med oberst Bloch-Hansen fandt et pragtfuldt udsigtspunkt på toppen af Aurdalsåsen i Valdres. Efter en arkitektkonkurrence, der blev vundet af Esben Poulsson, blev Danebu opført i årene fra 1947-50.
Efter givernes bestemmelse stod Danebu ikke bare åben for dansk idrætsungdom, men for ”enhver der føler sig ung nok til at glæde sig over naturen i det norske fjeld”. Og de besøgende blev mange, allerede de første 10 år havde tusindvis af danskere og nordmænd været gæster der. I gæstebogen fra 1951 findes blandt andet Hans kongelige højhed Kronprins Olav og i 1974 Hendes kongelige højhed Kronprinsesse Sonja. Danebu har først og fremmest været kendt for at huse både kendte og mindre kendte idrætsfolk fra Norge og udlandet, som har benyttet stedet til deres træningssessioner.

## Trivia
- Navnet Danebu bruges i dag også som betegnelse for området rundt om kongsgården på Danebu, ved toppen af Valdres Alpinsenter på ca. 1000 m.o.h. i Nord-Aurdal kommune.